# پرهیزه
پَرهیزه یا تابو (به فرانسوی: tabou) آن دسته از رفتارها، گفتارها یا امور اجتماعی است که برطبق رسم و آیین یا مذهب، ناپسند، ممنوع و نکوهش‌پذیر است. برای نمونه نام بردن از اندام تناسلی در محافل رسمی در بسیاری از اقوام جهان یک تابو است.

## تعریف
واژه تابو از زبان تونگا که یکی از زبان‌های پلی‌نزی است وام گرفته شده‌است. به عقیدهٔ اهالی جزایر پولینزی، برخی از اشخاص یا اشیاء (مانند کشیشان، جادوگران، اجساد مردگان، زنان زائو، زنان در دورهٔ قاعدگی، رؤسای قبایل و…) دارای قوه‌ای مقدس و مافوق طبیعی هستند، به‌طوری‌که نزدیک‌شدن به آن‌ها ممکن است خطرهای بزرگی مانند جنون، بیماری یا مرگ به‌وجود آورَد.
کاربرد واژهٔ «تابو» (Taboo یا Tabu) به پولینزیا بازمی‌گردد. بعد از سومین سفر کاپیتان جیمز کوک به جزیرهٔ تونگا (یکی از مجموعه جزایر پولینزیا) در سال ۱۷۷۷ میلادی، این واژه برای اولین بار به زبان انگلیسی راه یافت. طبق گفتهٔ رادکلیف- براون، این واژه در زبان تونگان به معنای ممنوع، محدود و قدغن بوده‌است و می‌توانسته برای هر نوع ممنوعیتی به کار رود (به نقل از آلان و باریج، ۲۰۰۶: ۱).
ارباب (۱۳۹۱: ۱۱۲–۱۱۳) انواع تابوی زبانی (دشواژه) را با در نظر گرفتن مؤلفهٔ بافت، به صورت زیر طبقه‌بندی کرده‌است:
الف. بافت‌ویژه: صرفاً در بافت‌های خاص به تابو تبدیل می‌شوند. مثل اسامی حیوانات، میوه‌ها یا غذاها ولی به‌طور کلی، معنای خنثی دارند.
ب. عمومی: به‌طور کلی و بدون در نظر گرفتن بافت، بیان ناشدنی و ممنوع هستند؛ مانند اصطلاحات مرتبط با اندام‌های جنسی و فعالیت آن‌ها، رابطه جنسی و واژه‌های مرتبط با آن‌ها، عمل دفع و واژه‌های مرتبط با آن‌ها و اسامی مکان‌های مربوط به این اعمال، واژه‌های مربوط به مرگ، بیماری و ….

### دیدگاه‌های دانشمندان
زیگموند فروید معتقد است که تابوها کهن‌ترین مجموعهٔ قوانین بشری‌اند و اقدامات منع‌شده در تابوها و قوانین اقداماتی هستند که بسیاری از انسان‌ها تمایل طبیعی به انجام‌دادن آن‌ها دارند. او با بهره‌گیری از تجربیاتی که در زمینهٔ روانکاوی دارد، به مشابهت‌هایی میان رسم‌های تابویی و عوارض بیماری روانی وسواس پی می‌بَرد و بر این پایه می‌گوید که تابوها در آغاز از ممنوع‌شدن تمنیات و اعمال غریزی ــ ممنوعیت‌هایی که نسل پیشین انسان‌های اولیه با خشونت تمام بر نسل بعدی تحمیل کرده‌است ــ پا گرفته‌اند. این فرضیه روشن می‌کند که چرا انسان درقبال آنچه تابو ممنوع ساخته‌است ایستاری (مقاومت) دوپهلو دارد؛ چه به‌طور غریزی انسان پس از تحمیل‌شدن تابو، ناخودآگاه سودایی خوش‌تر از زیر پا گذاشتن تابو ندارد. آن قدرت جادویی که انسان برای تابو قائل است و کشش و گیرایی تابو همه حاصل وسوسه‌انگیزی آن و نیز ظرفیتی است که تابو برای برانگیختن کشش‌های غریزی و ناخودآگاهِ انسان دارد. از همین رو، برای محترم ماندن تابو به مقاومت آگاهانهٔ فوق‌العاده‌ای نیاز هست که خود از قداست تابو، تأکید مکرر بر زیر پا گذاشتن آن و نیز کیفر شدیدی که برای نقض‌کنندگان آن در نظر گرفته شده‌است مایه می‌گیرد.

## تابوها
- ظاهراً کهن‌ترین و مهم‌ترین تابوها این دو قانون بنیادین توتم‌باوری است: «حیوان توتم را نباید کشت و با افرادی از جنس مخالف و توتم مشترک نباید روابط جنسی برقرار کرد.»
- انگشت کردن در بینی با اینکه که یک عادت معمول است اما در بسیاری از جوامع، یک تابو به‌شمار می‌رود؛ به‌گونه‌ای که دیدن انگشت در بینی کردن برای افراد معمولاً احساس چندش به همراه دارد.[۳]
- بوسه پدیده‌ای است که در سرتاسر جهان معمول است. با آنکه در شماری از مناطق جهان بوسیدن عاشقانه در محضر عام تابو شمرده می‌شود اما در شماری از نواحی دیگر جهان مثل غرب اروپا و آمریکای شمالی، بوسیدن دو دلداده در محضر عام عادی بوده و شرم‌آور محسوب نمی‌شود.[۴]
- همجنس‌گرایی امروزه تنها میان جوامع کشورهای مسلمان تابو محسوب می شود.